# Val-Comeau
Val-Comeau est un village canadien de la Péninsule acadienne, au nord-est du Nouveau-Brunswick. Le village est situé entre le Gloucester et le Northumberland. C'est un district de services locaux fusionné au Grand Tracadie-Sheila le 1er juillet 2014.

## Toponyme
Val-Comeau est probablement nommé ainsi d'après C. Comeau, le premier maître des postes en 1927.

## Géographie
Val-Comeau est situé sur une petite péninsule, au bord du golfe du Saint-Laurent, à l'embouchure de la Grande Rivière Tracadie.
La faune et la flore sont intéressantes : on peut apercevoir des hérons, renards et diverses espèces, y compris des phoques appelés loup-marins par les Acadiens locaux.
Le Grand Lac, au sud de Val-Comeau a aussi sa particularité, car un rigolet se verse dans la mer et il y a des canneberges, bleuets et autres baies à l'état sauvage, on y trouve même des têtes de violons.
Val-Comeau est généralement considéré comme faisant partie de l'Acadie.

### Géologie
Le sous-sol de Val-Comeau est composé principalement de roches sédimentaires du groupe de Pictou datant du Pennsylvanien (entre 300 et 311 millions d'années).

## Histoire
Val-Comeau est situé dans le territoire historique des Micmacs, plus précisément dans le district de Sigenigteoag, qui comprend l'actuel côte Est du Nouveau-Brunswick, jusqu'à la baie de Fundy.
En 1825, le territoire est touché par les Grands feux de la Miramichi, qui dévastent entre 10 000 km2 et 20 000 km2 dans le centre et le nord-est de la province et tuent en tout plus de 280 personnes,.
Les principales familles à s'être établies au village sont les Benoit, Brideau, Comeau, Godin, McGraw, McLaughlin, Robichaud, Saulniers et Savoie.
Val-Comeau est l'une des localités organisatrices du IVe Congrès mondial acadien, en 2009.

## Démographie
Le village comptait 804 habitants en 2006, comparativement à 823 en 2001, soit une baisse de 2,3 %. Il y avait 391 logements individuels, dont 326 occupés par des résidents habituels.

## Administration

### Comité consultatif
En tant que district de services locaux, Val-Comeau est administré directement par le Ministère des Gouvernements locaux du Nouveau-Brunswick, secondé par un comité consultatif élu composé de cinq membres dont un président.

### Commission de services régionaux
Val-Comeau fait partie de la Région 4, une commission de services régionaux (CSR) devant commencer officiellement ses activités le 1er janvier 2013. Contrairement aux municipalités, les DSL sont représentés au conseil par un nombre de représentants proportionnel à leur population et leur assiette fiscale. Ces représentants sont élus par les présidents des DSL mais sont nommés par le gouvernement s'il n'y a pas assez de présidents en fonction. Les services obligatoirement offerts par les CSR sont l'aménagement régional, l'aménagement local dans le cas des DSL, la gestion des déchets solides, la planification des mesures d'urgence ainsi que la collaboration en matière de services de police, la planification et le partage des coûts des infrastructures régionales de sport, de loisirs et de culture; d'autres services pourraient s'ajouter à cette liste.
Le 1er juillet 2014, Val-Comeau rejoindra la nouvelle municipalité régionale du Grand Tracadie-Sheila. Cette constitution fait suite à un plébiscite tenu en décembre 2013. La nouvelle municipalité comprendra dix-neuf autres districts de services locaux ainsi que la ville de Tracadie-Sheila.

### Représentation
Nouveau-Brunswick: Val-Comeau fait partie de la circonscription de Tracadie-Sheila, qui est représentée à l'Assemblée législative du Nouveau-Brunswick par Claude Landry, du Parti progressiste-conservateur. Il fut élu en 2006 puis réélu en 2010.
 Canada: Val-Comeau fait partie de la circonscription fédérale d'Acadie-Bathurst. Cette circonscription est représentée à la Chambre des communes du Canada par Yvon Godin, du NPD. Il fut élu lors de l'élection de 1997 contre le député sortant Doug Young, en raison du mécontentement provoqué par une réforme du régime d’assurance-emploi. 
Une partie de Val-Comeau, au sud, est comprise dans la circonscription électorale fédérale de Miramichi, qui est représentée à la Chambre des communes du Canada par Tilly O'Neill-Gordon, du Parti conservateur. Elle fut élue lors de la 40e élection fédérale, en 2008.

### Chronologie municipale
1814 : La paroisse de Saumarez est formée à partir d'une portion de la paroisse d'Alnwick et de terres non constitués, dans le comté de Northumberland.
1826 : Le comté de Gloucester est formé à partir des paroisses d'Alnwick et de Beresford.
1831 : La paroisse de Caraquet et la paroisse de New Bandon sont formées à partir de la paroisse de Saumarez.
1867 : Confédération canadienne.
1876 : Le comté de Gloucester est constitué en municipalité.
1881 : La paroisse de Saint-Isidore est formée à partir de portions des paroisses de Saumarez et d'Inkerman.
1966 : La municipalité du comté de Gloucester est dissoute. La paroisse de Saumarez devient un district de services locaux. Le DSL de Sheila et la ville de Tracadie sont constitués dans la paroisse.
1984 : Les DSL suivants sont constitués dans la paroisse de Saumarez: Benoit, Gauvreau–Petit-Tracadie, Haut-Sheila, Leech, Pointe-à-Bouleau, Pont-Landry, Rivière-à-la-Truite, Rivière-du-Portage–Tracadie Beach, Saint-Irénée-et-Alderwood, Saint-Pons, Saumarez et Val-Comeau,.

## Économie
L'économie de Val-Comeau repose sur la pêche. Le tourisme et l'agriculture sont aussi importants.
Entreprise Péninsule, un organisme basé à Tracadie-Sheila faisant partie du réseau Entreprise, a la responsabilité du développement économique de la région.

## Infrastructures et services

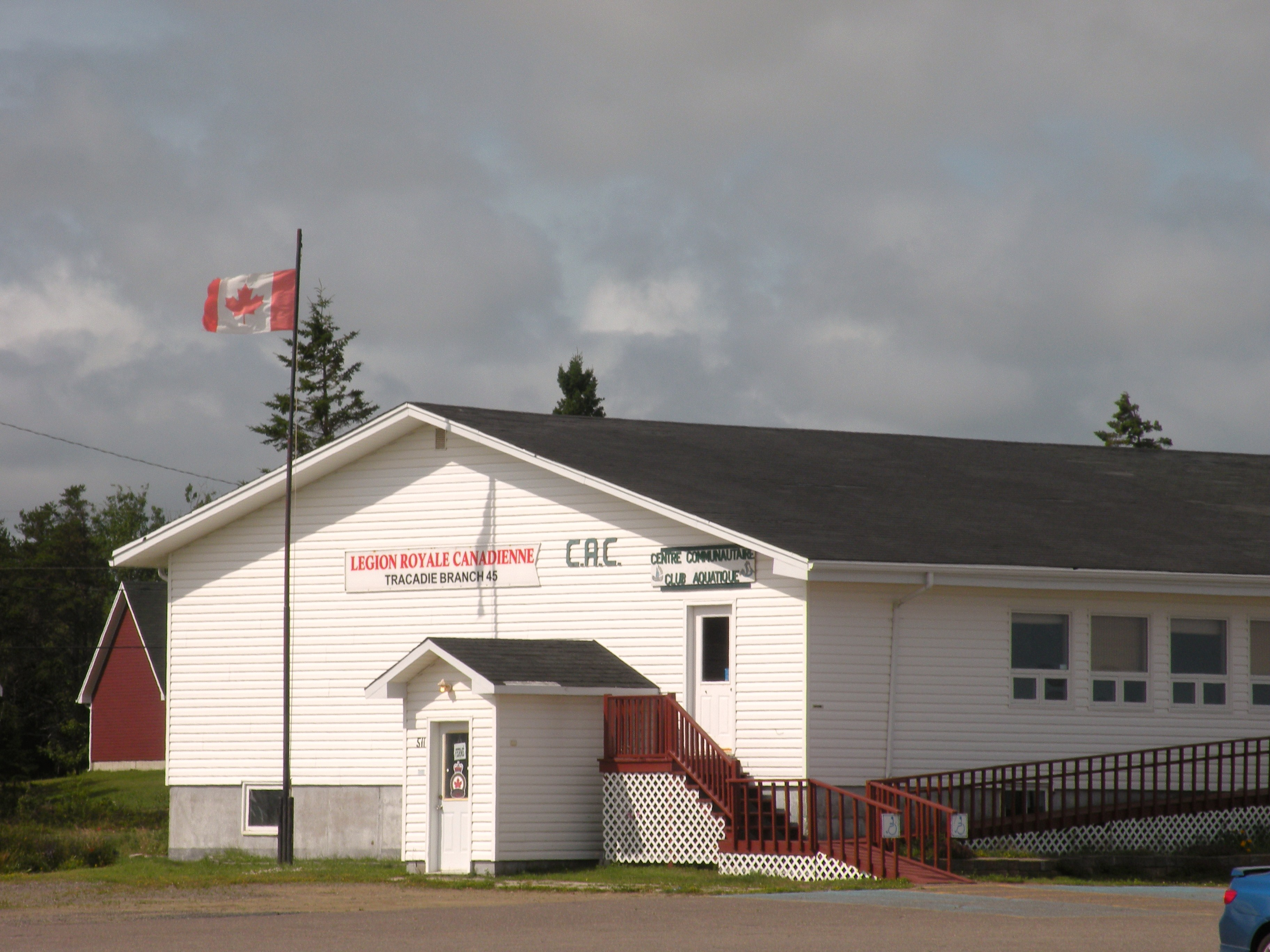
L'édifice abritant le centre communautaire, le club aquatique et la légion royale canadienne.

Val-Comeau possède un petit port de pêche, géré par l'Administration portuaire de Val-Comeau. Le port comporte deux quais, un endroit pour entreposer les bateaux et peut accueillir au-delà de 10 bateaux, principalement de pêche.
Existant depuis le 20 juillet 1995, la Commission de gestion des déchets solides de la Péninsule acadienne (COGEDES) a son siège-social à Caraquet. Les déchets sont transférés au centre de transbordement de Tracadie-Sheila et les matières non-recyclables sont ensuite enfouies à Allardville.
Le village dispose d'une dizaine de commerces. Val-Comeau possède aussi un centre communautaire et d'un centre d'accès communautaire, tous deux situés dans le même bâtiment. Il y a un terrain de camping et un club de plein air. Le bureau de poste et le détachement de la Gendarmerie royale du Canada les plus proches sont situés à Tracadie-Sheila. Le poste d'Ambulance Nouveau-Brunswick et l'hôpital les plus proches sont aussi à Tracadie-Sheila.
Les francophones bénéficient du quotidien L'Acadie nouvelle, publié à Caraquet, ainsi que de l'hebdomadaire L'Étoile, de Dieppe. Les anglophones bénéficient quant à eux du quotidien Telegraph-Journal, publié à Saint-Jean.

## Culture et patrimoine
Val-Comeau est une communauté francophone connue pour ses belles plages sablonneuses.  Le parc provincial de Val-Comeau est un parc très populaire, géré maintenant par le privé et accessible aux touristes. Les plages dans cette région sont fréquentées principalement de juin à septembre. Il y a aussi le parc de Val-Comeau près du centre communautaire.
Le quai de Val-Comeau peut aussi servir de point de départ pour les touristes désirant effectuer des excursions de pêches en haute mer ou près de la côte. Toutefois, il faut noter que les arrangements pour ces expéditions doivent être entrepris par les touristes eux-mêmes puisque le quai n'offre pas de forfaits.